# La Dimensión Latina
La Dimensión Latina est un groupe vénézuélien de salsa formé en 1972 par Oscar D'Leon (chanteur et bassite), Enrique "Culebra" Iriarte (piano), Cesar "Albondiga" Monge (trombone), Jose Rojas ("Rojita") (trombone), Jose "Cheo" Rodriguez (percussions) et Elio Pacheco (percussions), dans le local "La Distincion" au Venezuela ; ils ont été rejoints par le chanteur Wladimir Lozano.
Ils enregistrent des tubes, dont Lloraras.
"La Dimension Latina" est devenue un des orchestres les plus reconnus et importants dans les Caraïbes, et a pénétré le marché Nord-américain. 
Oscar D'León transformait les concerts de la Dimension Latina en show, par son charisme, son talent de "sonero" et de danseur, capable de jouer en même temps de la basse, ce qui lui a valu d'être surnommé par le public El Bajo Danzante (le bassiste dansant).
À la suite de tensions internes, Oscar D'León quitte La Dimension Latina : il sera remplacé par Andy Montañez, alors chanteur d'El Gran Combo de Puerto Rico.

## Discographie
- 1972 : El Clan de Victor y Dimensión Latina (Oscar)
- 1973 : Triunfadores (Oscar)
- 1974 : En La Dimensión Latina  (Oscar & Wladimir)
- 1975 : Dimensión Latina 75 (Oscar & Wladimir)
- 1976 : Dimensión Latina 76 (Oscar & Wladimir)
- 1977 : Dimensión Latina en Nueva York (Oscar & Wladimir), Dimensión Latina 77 (Wladimir), Los generales de la salsa (Andy & Wladimir & Rodrigo Mendoza), Dimensión Latina 78 (780 Kilos de Salsa) (Andy & Wladimir & Rodrigo Mendoza)
- 1978 : Dimensión Latina 79 (Andy & Rodrigo Mendoza), Tremenda Dimensión (Andy & Rodrigo Mendoza), Inconquistable (Andy & Rodrigo Mendoza)
- 1979 : Dimensión Latina, Combinación Latina No 4 (Andy & Carlos Jesús Guillen)
- 1980 : Para Siempre (Andy & Rodrigo Mendoza), El Número Uno con la Número Uno  (Andy)
- 1981 : Cuerda para rato (Argenis Carruyo  & Edgar Rodriguez)
- 1982 : 10 años repartiendo sals (Edgar Rodriguez & Freddy Nieto)
- 1984 : Producto de Exportación (Wladimir)